# Mercutio
 (mai 2013).
Si vous disposez d'ouvrages ou d'articles de référence ou si vous connaissez des sites web de qualité traitant du thème abordé ici, merci de compléter l'article en donnant les références utiles à sa vérifiabilité et en les liant à la section « Notes et références ».
Mercutio est un personnage de la tragédie de William Shakespeare Roméo et Juliette. Il est l'ami de Roméo Montaigu et de Benvolio, et parent du prince Escalus et du comte Pâris.

## Description
Enjoué et plein d'esprit, il a démontré dans sa Ballade de la reine Mab, au premier acte, qu'il peut  être facétieux, voire grossier, au grand dam de ses amis. Il est d'humeur changeante, parfois colérique[réf. nécessaire].
Principal ami de Roméo, Mercutio leur propose à lui et Benvolio de l'accompagner à un bal masqué chez les Capulet. Roméo y tombe  amoureux de Juliette Capulet,  
Mais Roméo reçoit des menaces de mort de Tybalt, cousin de Juliette ; il refuse cependant de se battre avec lui. Mercutio, irrité par son attitude, décide de se battre lui-même contre Tybalt. Une malencontreuse intervention de Roméo provoque la mort de Mercutio qui reçoit un coup de couteau de son adversaire.
Roméo tue alors Tybalt, et est exilé de Vérone.
Le personnage de Mercutio était présent dans les sources de Shakespeare pour Roméo et Juliette, même si son caractère n'était pas développé, et il a été présenté comme un prétendant de Juliette et donc un rival de Roméo. Son nom est utilisé pour la première fois en 1530 dans Giulietta e Romeo de Luigi da Porto. Da Porto présente brièvement un personnage nommé Marcuccio Guertio, un jeune noble « avec des mains très froides, en juillet comme en janvier ».

## Représentation

### Théâtre
- 1794 : William Thomas Lewis
- 1922 : Dennis King
- 1933 - 1934 : Orson Welles

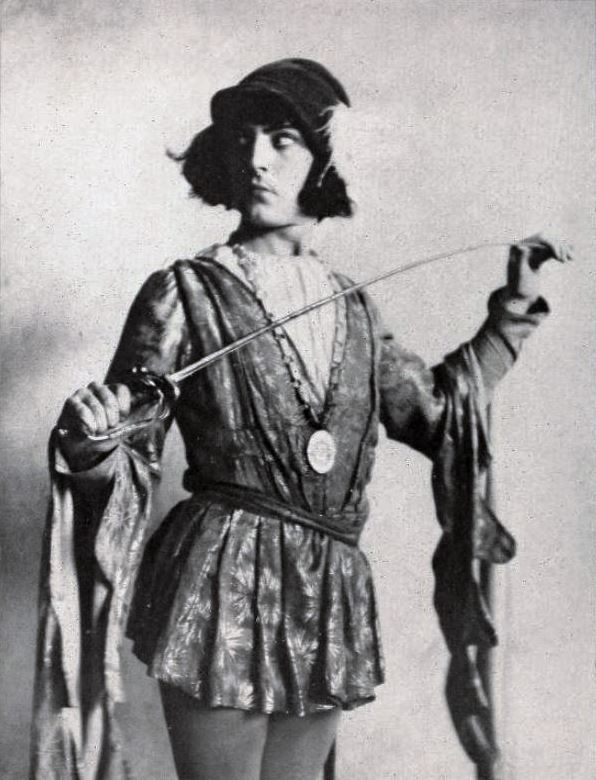
Dennis King en Mercutio.

- 1935 : Laurence Olivier et John Gielgud (alternance)
- 1945 : Ralph Richardson
- 1947 : Paul Scofield
- 1958 : Alec McCowen
- 1976 : Michael Pennington
- 1992 : Colm Feore
- 2006 : Benjamin Walker

### Film

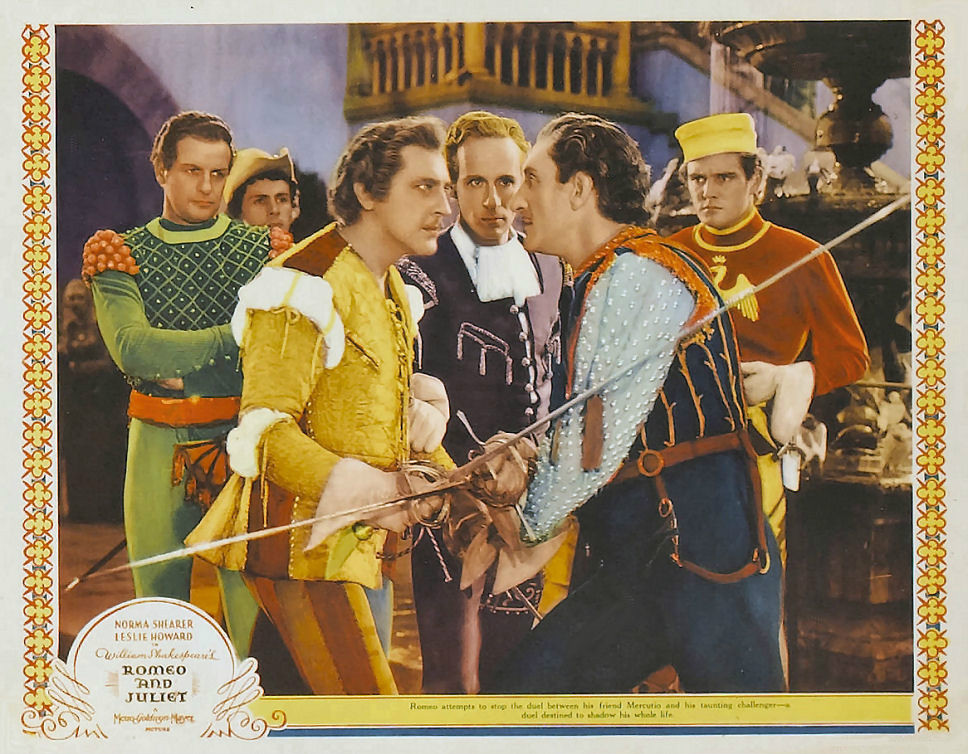
John Barrymore (Mercutio), Leslie Howard (Roméo) et Basil Rathbone lors de la scène du duel.

- 1936 : John Barrymore (Roméo et Juliette)
- 1961 : Russ Tamblyn (West Side Story)
- 1964 : Carlos Estrada (Roméo et Juliette)
- 1968 : John McEnery  (Roméo et Juliette)
- 1996 : Harold Perrineau (Romeo + Juliet)
- 2011 : Hale Appleman (Private Romeo)
- 2013 : Christian Cooke (Roméo et Juliette)
- 2013 : Ricky McLennan (jeu) et Danny Parker (voix) (Romeo and Juliet: A Love Song)
- 2021 : Mike Faist (West Side Story)

### Scène musicale

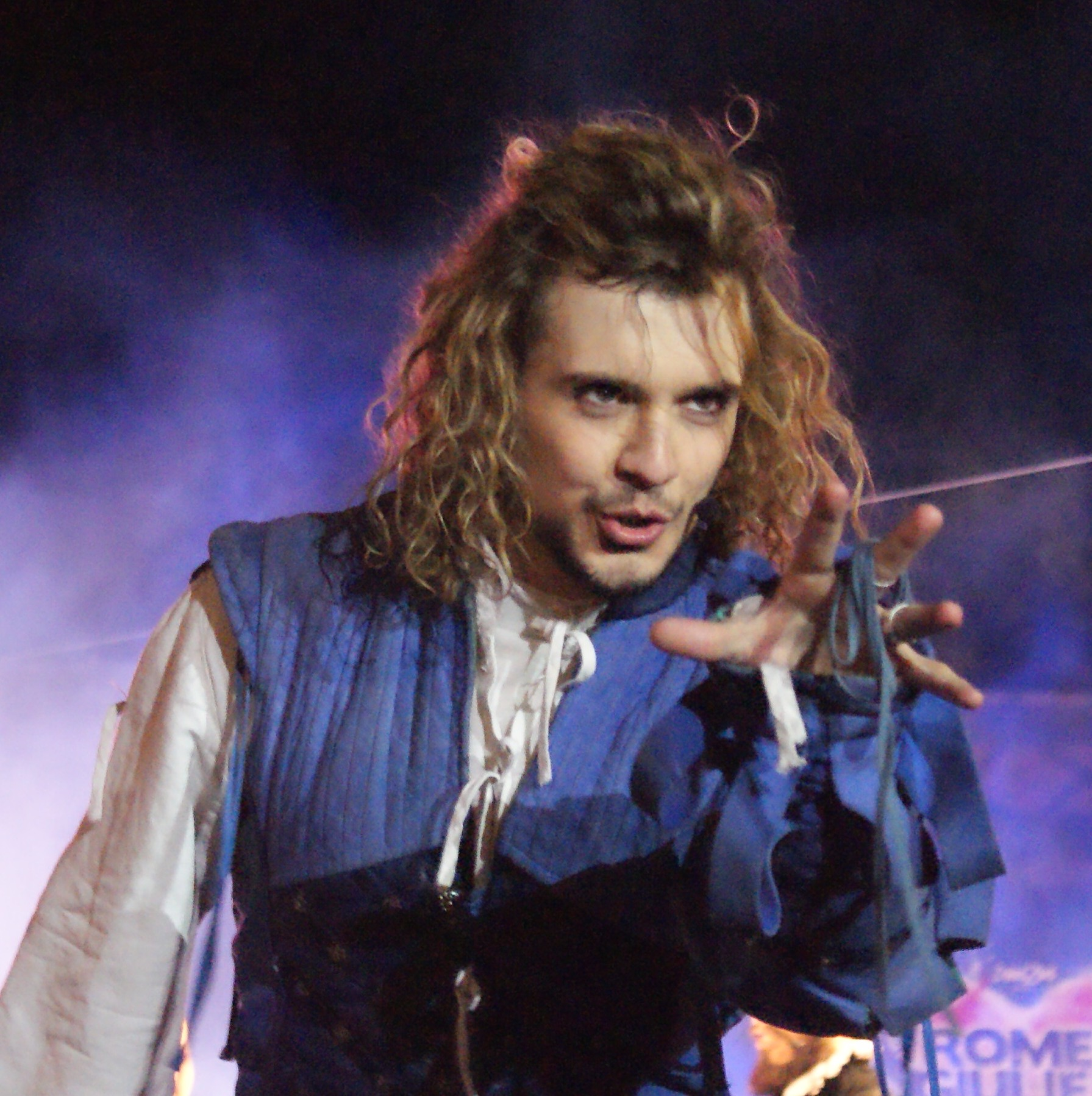
Luca Giacomelli Ferrarini dans Ama e cambia il mondo.

- 1957 : Michael Callan (West Side Story)
- 2001 : Philippe d'Avilla (Roméo et Juliette, de la haine à l'amour)
- 2004 : Bereczki Zoltan (Róméó és Júlia)
- 2007 : Gian Marco Schiaretti (Giulietta e Romeo)
- 2007 : John Eyzen (Roméo et Juliette, les enfants de Vérone)
- 2013 : Luca Giacomelli Ferrarini (Romeo e Giulietta, ama e cambia il mondo)
- 2019 : Sōichi Hirama / Mario Kuroba (ロミオとジュリエット)

### Animation (voix)
- 2006 : Chip Albers (Romeo and Juliet: Sealed with a Kiss)
- 2007 : Tetsuya Kakihara (Romeo x Juliet)
- 2011 : Matt Lucas (Gnoméo et Juliette)

### Peinture

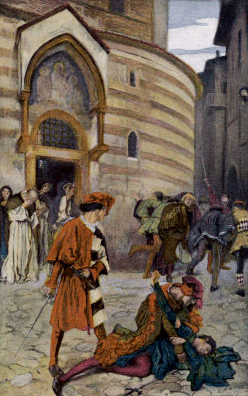
La Mort de Mercutio (Roméo et Juliette, acte III scène I), œuvre de Edwin Austin Abbey, 1904.

- 1820 : Mercutio bidding farewell to Juliet's nurse de John Massey Wright
- 1904 : Death of Mercutio de Edwin Austin Abbey
- 1909 : Death of Mercutio de Frank Bernard Dicksee